# Seo Jae-duck
Seo Jae-duck (coreano: 서재덕; Seul, 21 luglio 1989) è un pallavolista sudcoreano, schiacciatore dei KEPCO Vixtorm.

## Carriera
La carriera di Seo Jae-duck inizia nei tornei scolastici, giocando con la Gwangju Electronic Technical High School, e poi partecipando a tornei universitari con la Sungkyunkwan University. Nella stagione 2011-12 firma il suo primo contratto professionistico, ingaggiato in V-League dai KEPCO 45, in seguito rinominato KEPCO Vixtorm; nel 2013 riceve inoltre le prime convocazioni nella nazionale sudcoreana, vincendo un anno dopo la medaglia d'oro alla Coppa asiatica 2014, venendo inoltre premiato come miglior giocatore e miglior opposto del torneo, e quella di bronzo ai XVII Giochi asiatici.
Nella stagione 2016-17 vince il suo primo trofeo, la Coppa KOVO.

## Palmarès

### Club
- Coppa KOVO: 1

2016

### Nazionale (competizioni minori)
- Coppa asiatica 2014
- Giochi asiatici 2014

### Premi individuali
- 2014 - Coppa asiatica: MVP
- 2014 - Coppa asiatica: Miglior opposto
- 2017 - V-League: MVP dell'All-Star Game
- 2019 - V-League: MVP dell'All-Star Game
- 2022 - Coppa KOVO: Most Impressive Player